# Ride on music!
Ride on music!（ライドオン・ミュージック）は、TBSラジオなどで1998年10月から2002年3月まで放送されていた音楽番組。

## 概要
それまで深夜3時から5時に放送していた『いすゞ歌うヘッドライト〜コックピットのあなたへ〜』が、リスナーの生活環境の変化に対応することや、スポンサーのいすゞ自動車の都合もあり、1998年10月から4時スタートの1時間番組に縮小されたのに伴って、放送が開始された。若者向けのロック・ニューミュージックを中心とした邦楽専門の番組編成を展開した。
パーソナリティは、1999年秋迄は月・火曜深夜は“ヤムヤム”こと矢村貴子、水・木曜深夜は遠藤千芽、金曜深夜は川辺小都子。以降は矢村1人で月～金曜深夜を担当。
2001年8月23日には、台風の影響でTBSラジオの送信所に被害が出たため、放送休止となった。
後番組となる『B-JUNK』には引き続き矢村貴子がパーソナリティ・ナビゲーターを務めたため、『Ride on music!』のリニューアル版ともいえる。

## ネット局
当初は全国ネットワーク（JRN28局ネット）で放送されたが、大阪地区の毎日放送が1999年3月末をもってネットを打ち切り、後番組としてそれまで2時台の放送だった自社制作番組『MBSミッドナイトドライブ』を1時間繰り下げた。2000年10月の改編ではTBSラジオと秋田放送、山口放送のみにネット局が減少、それ以外の局は『Be@t B@by!!』をテープネットするようになった。さらに山口放送が2001年1月に、秋田放送も同年4月にそれぞれ『Be@t B@by!!』のテープネットに乗り換えたため、最終的にはTBSラジオのみの放送で終わった。なお、毎日放送はJRNラインネット上の後番組でもある『Be@t B@by!!』はネットしなかった。
| TBSラジオ 平日27:00 - 28:00枠                    | TBSラジオ 平日27:00 - 28:00枠 | TBSラジオ 平日27:00 - 28:00枠 |
| 前番組                                           | 番組名                        | 次番組                        |
| ------------------------------------------------ | ----------------------------- | ----------------------------- |
| いすゞ歌うヘッドライト〜コックピットのあなたへ〜 | Ride on music!                | B-JUNK                        |